# Prix Jindřich Chalupecký
 (novembre 2023).
Le prix Jindřich Chalupecký (en tchèque cena Jindřicha Chalupeckého), fondé en 1990, par Václav Havel, Jiří Kolář et le peintre Theodor Pištěk, récompense chaque année un jeune plasticien de moins de 35 ans.
Il est devenu une sorte de « prix Goncourt » des arts plastiques tchèques, toujours très suivi et parfois très controversé.
Les lauréats en sont :
- 1990 – Vladimír Kokolia
- 1991 – František Skála
- 1992 – Michal Nesázal
- 1993 – Martin Mainer
- 1994 – Michal Gabriel
- 1995 – Petr Nikl
- 1996 – Kateřina Vincourová
- 1997 – Jiří Příhoda
- 1998 – Jiří Černický
- 1999 – Lukáš Rittstein
- 2000 – David Černý
- 2001 – Tomáš Vaněk
- 2002 – Markéta Othová
- 2003 – Michal Pěchouček
- 2004 – Ján Mančuška
- 2005 – Kateřina Šedá
- 2006 – Barbora Klímová
- 2007 – Eva Koťátková
- 2008 – Radim Labuda
- 2009 – Jiří Skála
- 2010 – Vasil Artamonov et Alexey Klyuykov
- 2011 – Mark Ther, vidéaste
- 2012 – Vladimír Houdek
- 2013 - Dominik Lang
- 2014 - Roman Štětina[1]
- 2015 - Barbora Kleinhamplová
- 2016 - Matyáš Chochola